# 港式中文
港式中文，又稱香港中文，在香港發展出的漢語書面語，是粵語白話文的分支，以漢字為主要書寫系統，有時夾雜英文。港式中文的口語基礎為香港粵語，但其語法也受到傳統文言文與英文的影響。在1996年，由語言學家邵敬敏提出，根據「可懂性」為區分標準，將香港地區的書面語，區分為標準中文與港式中文二者：一般的中國人都可理解的中文書面語為標準中文，而只有香港人了解的中文書面語，則稱港式中文。香港粵語電影的字幕以及香港漫畫等，一般以使用港式中文為主。

## 扩充阅读
- 石, 定栩; 王, 冬梅.  (PDF). 中国语文. 2006, 2: 118  [2024-04-22].

## 外部連結
- 鄭美嫦〈香港粵影發展和字幕的語言變異〉